# Holmes Glacier
Holmes Glacier är en glaciär i Antarktis. Den ligger i Östantarktis. Australien gör anspråk på området. Holmes Glacier ligger 62 meter över havet.
Terrängen runt Holmes Glacier är mycket platt.  Trakten är obefolkad. Det finns inga samhällen i närheten.